# Operacje strukturalne
Operacje strukturalne – narzędzie polityki pieniężnej polegające na emisji obligacji i ich przedterminowym wykupie oraz na nabywaniu i odsprzedaży papierów wartościowych na rynku wtórnym. Wykorzystywane są przez NBP w celu zmiany struktury płynności w sektorze bankowym.